# Дайнюс Глевецкас
Дайнюс Глевецкас (лит. Dainius Gleveckas, * 5 березня 1977) — литовський футболіст, захисник. Нині виступає за футбольний клуб «Екранас». Розпочав кар'єру на Батьківщині в тому ж «Екранасі». Потім також грав в українських клубах - донецькому «Шахтарі» та маріупольському «Іллічівці». Виступав за національну збірну Литви.

## Титули і досягнення
Гравець
- Чемпіон України (1):

«Шахтар»: 2001-02
- Чемпіон Литви (5):

«Екранас»: 2008, 2009, 2010, 2011, 2012
- Володар Кубка Литви (3):

«Екранас»: 1997-98, 2009-10, 2010-11
- Володар Кубка України (2):

«Шахтар»: 2001-02, 2003-04
- Володар Суперкубка Литви (1):

«Екранас»: 1998
Тренер
- Володар Кубка Литви (1):

«Паневежис»: 2020